# Алма (Мічиган)
Алма (англ. Alma) — місто (англ. city) в США, в окрузі Грешіт штату Мічиган. Населення — 9488 осіб (2020).

## Географія
Алма розташована за координатами 43°22′48″ пн. ш. 84°39′21″ зх. д. / 43.38000° пн. ш. 84.65583° зх. д. (43.380117, -84.655907).  За даними Бюро перепису населення США в 2010 році місто мало площу 15,77 км², з яких 15,35 км² — суходіл та 0,42 км² — водойми.

## Демографія
Згідно з переписом 2010 року, у місті мешкали 9383 особи в 3468 домогосподарствах у складі 2033 родин. Густота населення становила 595 осіб/км².  Було 3784 помешкання (240/км²).
Расовий склад населення:
| - 92,8 % — білих - 0,9 % — чорних або афроамериканців - 0,8 % — азіатів - 0,6 % — корінних американців - 2,8 % — осіб інших рас |

До двох чи більше рас належало 2,2 %. Частка іспаномовних становила 8,1 % від усіх жителів.
За віковим діапазоном населення розподілялося таким чином: 21,4 % — особи молодші 18 років, 63,0 % — особи у віці 18—64 років, 15,6 % — особи у віці 65 років та старші. Медіана віку мешканця становила 30,8 року. На 100 осіб жіночої статі у місті припадало 88,3 чоловіків;  на 100 жінок у віці від 18 років та старших — 83,6 чоловіків також старших 18 років.
Середній дохід на одне домашнє господарство  становив 44 502 долари США (медіана — 34 201), а середній дохід на одну сім'ю — 55 390 доларів (медіана — 44 212). Медіана доходів становила 38 800 доларів для чоловіків та 31 656 доларів для жінок. За межею бідності перебувало 29,0 % осіб, у тому числі 40,4 % дітей у віці до 18 років та 10,7 % осіб у віці 65 років та старших.
Цивільне працевлаштоване населення становило 3662 особи. Основні галузі зайнятості: освіта, охорона здоров'я та соціальна допомога — 42,4 %, виробництво — 11,4 %, роздрібна торгівля — 10,5 %, мистецтво, розваги та відпочинок — 10,5 %.